# Halter (Band)
Halter ist eine 2009 gegründete Death-Doom-Band.

## Geschichte
Die Band Halter wurde 2009 in Jaroslawl von Mitgliedern der Gruppen Gerold und Neophron gegründet. In der ersten Besetzung bestand die Gruppe aus dem Sänger Alexey Pyshkin, dem Gitarristen Dmitriy Pyshkin, dem Bassisten Pavel Karasev und dem Schlagzeuger Alexander Karakin. Karasev und Karakin verließen die Band allerdings noch vor den ersten Aufnahmen. Karasev wurde durch Vadim Uglanov ersetzt, Karakin durch Ivan Sukhanovskiy, der die Band nach Aufnahmen des zweiten Albums aufgrund familiärer Verpflichtungen verließ. Karakin kehrte kurzfristig zurück und wurde im Jahr 2018 durch den Scald-Schlagzeuger Aleksandr Kudryashov ersetzt.
Über Moscow Funeral League Records debütierte die Band im Jahr 2013. Das Label begleitete die Albumveröffentlichungen in den Folgejahren, dabei erschien 2020 The Principles of Human Being in Kooperation zwischen Moscow Funeral League und Frozen Light Records. Im gleichen Jahr wurde das Debüt von Wroth Emitter erneut veröffentlicht.

## Schreibprozess
Wenige Stücke, wie Hiroshima’s Scapegoats, das fast vollständig von Igor Rusakov komponiert wurde und As Nobody Returns, das der Band von David „Unsaved“ von Ennui und Comatose Vigil A. K. geschenkt wurde, sind einzelnen Autoren zuzuordnen. Die Band geht zumeist nach einem wiederkehrenden kooperativen Schema beim Schreiben der Musik vor. Als erstes Element neuen Songmaterials bringen die Gitarristen Ideen für ein oder mehrere Hauptriffs  zur gemeinsamen Probe. Im gemeinsamen Proben werden diese Ideen von den weiteren Bandmitgliedern fortgesetzt und entwickelt bis ein Grundgerüst der Komposition abgeschlossen ist. Im Verlauf weiterer Proben werden Elemente zugefügt und Riff-Wiederholungen gekürzt oder ersetzt, wodurch nur selten einzelne Autoren auszumachen sind.

## Stil
Die von Halter gespielte Musik wird als urtümlicher und zugleich modernisierter Death Doom beschrieben. Der Stil wird als „düster und unromantisch“ beschrieben und mit jenem von Dusk verglichen. Während für das Webzine Doom-Metal.com auf Einflüsse aus Thrash- und Death-Metal verwiesen wird, weist die Werbung des Labels Moscow Funeral League Records auf Sludge und Stoner Doom als Einfluss hin. Die Einflüsse des Sludge und Stoner seien vornehmlich im Riffing auszumachen, derweil das Tempo der Band zwischen Death Metal, Death Doom und Funeral Doom variiere. Insbesondere das zweite Album  For the Abandoned lasse sich überwiegend dem Funeral Doom zuordnen. Dabei verweisen die Musiker darauf einen urtümlichen Death Doom als Stil anzustreben.

„Wir haben uns schon im Anfang dazu entschieden Gitarren-lastigen Death Doom, der auf starken Riffs, kraftvollem Bass und harschem Growling basiert, zu spielen. Außerdem sind unsere Spezialität seit jeher filigrane melodische Gitarrensoli.“

## Diskografie
- 2013: Omnipresence of Rat Race (Album, MFL Records/Wroth Emitter Records)
- 2014: Post Factum (EP, Selbstverlag)
- 2015: For the Abandoned (Album, MFL Records)
- 2018: Cobweb of Troubles (Single, Selbstverlag)
- 2020: The Principles of Human Being (Album, MFL Records/Frozen Light)
- 2020: Времена года (Single, Selbstverlag)